# Andrew Yorke
Andrew Yorke (20 de dezembro de 1988) é um triatleta profissional canadense.

## Carreira

### Rio 2016
Andrew Yorke competiu na Rio 2016, ficando em 42º lugar com o tempo de 1:52.46.